# Akoli Daouel
Akoli Daouel (* 1937 in Ingall; auch Akoly Daouel) ist ein nigrischer Politiker, Journalist und Unternehmer.

## Leben
Akoli Daouel gehört der Volksgruppe der Tuareg an und stammt aus einer Familie transhumanter Viehzüchter. Er machte Ausbildungen als Krankenpfleger, Verwaltungsfachmann und Lehrer. Seine berufliche Laufbahn begann Daouel als Direktor des staatlichen Tourismusamtes. 1970 wurde er Abgeordneter der Einheitspartei Nigrische Fortschrittspartei (PPN-RDA) in der Nationalversammlung. Als Vertreter des Parlaments saß er im Programmkomitee von Radio Niger. 1974 wurden die Nationalversammlung und der PPN-RDA infolge eines Staatsstreichs aufgelöst. Daouels Ehefrau betrieb ab 1975 ein Reisebüro, das mit Sahara-Reisen ein Impulsgeber für den nigrischen Tourismus war. Wenige Jahre später baute Mano Dayak den Zweig der Abenteuerreisen durch die Wüste weiter aus. Akoli Daouel selbst übernahm für die neuen Machthaber unter Seyni Kountché verschiedene Funktionen im Medienbereich. Zunächst arbeitete er als Programmdirektor des staatlichen Radiosenders Voix du Sahel, dann ab 1981 als Intendant des neu gegründeten staatlichen Fernsehens Télé Sahel. 1985 wechselte er die Branche und wurde Generaldirektor des Bergbauunternehmens Société Minière du Niger.
In den Jahren des demokratischen Umbruchs nach dem Tod des Staatschefs Seyni Kountché gründete Akoli Daouel zwei Parteien, die ihre Hausmacht im von Tuareg bewohnten Norden des Landes hatten: im Dezember 1990 die Union für Demokratie und sozialen Fortschritt (UDPS-Amana) und im Mai 1992 die Partei für nationale Einigung und Demokratie (PUND-Salama). Für die UDPS-Amana nahm Daouel an der Nationalkonferenz von 1991 teil, die die Weichen für das Mehrparteiensystem Nigers stellte. Er arbeitete als Funktionär für Amadou Cheiffou von der Partei Demokratische und soziale Versammlung (CDS-Rahama), der von 1991 bis 1993 als Premierminister einer Übergangsregierung amtierte. Im August 1992 wurde Daouel vorübergehend festgenommen und zur paramilitärischen Tuareg-Organisation Befreiungsfront des Aïr und Azawad (FLAA) verhört, die 1991 begonnen hatte, Anschläge auf Sicherheitskräfte und Regierungseinrichtungen zu verüben. Unter den Festgenommenen befanden sich weitere prominente Tuareg wie der Minister Mohamed Moussa, der Präfekt der Region Agadez und der Unterpräfekt von Arlit. Akoli Daouel war in weiterer Folge als Vorstandsvorsitzender des Bergbauunternehmens Société Nigérienne de Charbon d’Anou Araren (SONICHAR) tätig. Er gehörte dem Weisenrat an, der 1996 nach dem Staatsstreich von Ibrahim Baré Maïnassara einberufen wurde, und wurde unter Baré Maïnassara Minister für Ackerbau und Viehzucht. Dieses Amt hatte er bis 1997 inne. Nachdem Baré Maïnassara 1999 bei einem Staatsstreich unter der Führung von Daouda Malam Wanké den Tod gefunden hatte, wurde Daouel in den Konsultativrat berufen. In diesem Gremium, das, wie der Weisenrat vier Jahre zuvor, während einer Übergangszeit beratende Funktionen ausüben sollte, leitete Daouel die Kommission für ländliche Entwicklung und Umwelt. Erneut wurde er mit einem Ministeramt belohnt: In der ersten Regierung nach der Übergangszeit amtierte er von 2000 bis 2001 unter Staatspräsident Mamadou Tandja und Premierminister Hama Amadou als Minister für Wasserressourcen. 
Als Staatspräsident Tandja 2009 nach einer in der Verfassung nicht vorgesehenen dritten Amtszeit strebte und zu diesem Zweck das Parlament und den Verfassungsgerichtshof ausschaltete, gehörten Akoli Daouel und seine Partei PUND-Salama zunächst zu den Gegnern Tandjas. Mit der zunehmenden Konsolidierung der Macht des Staatspräsidenten wechselte Daouel in dessen Lager. Als Tandja 2010 vom Militär unter Salou Djibo gestürzt wurde, versuchte Daouel seine Partei dem siegreichen Oppositionsbündnis unter der Führung der Nigrischen Partei für Demokratie und Sozialismus (PNDS-Tarayya) anzuschließen, das ihm jedoch den Beitritt verwehrte. Bei den Parlamentswahlen von 2011 verfehlte der PUND-Salama den Einzug in die Nationalversammlung.